# Kostel svaté Rodiny a svatého Jana Nepomuckého (Horní Vltavice)
Kostel svaté Rodiny a svatého Jana Nepomuckého v Horní Vltavici je barokní farní kostel římskokatolické farnosti Horní Vltavice. Je chráněn jako kulturní památka České republiky. Památkově chráněn je také je hřbitov kolem kostela (kromě márnice), hrobka sklářského podnikatele Wilhelma Kralika a ohradní zeď hřbitova včetně vstupních bran.
V roce 1714 byla postavena kaple, z které pak v roce 1726 přístavbou kněžiště vznikl kostel. Hlavní oltář je barokní z doby okolo roku 1730. Na hlavním oltáři jsou obrazy od Petera van Roye (1660-1738).
Varhany pocházejí z roku 1727 a jsou dílem varhanáře Jiřího Dvorského (1677-1734).